# Jij bent mijn leven

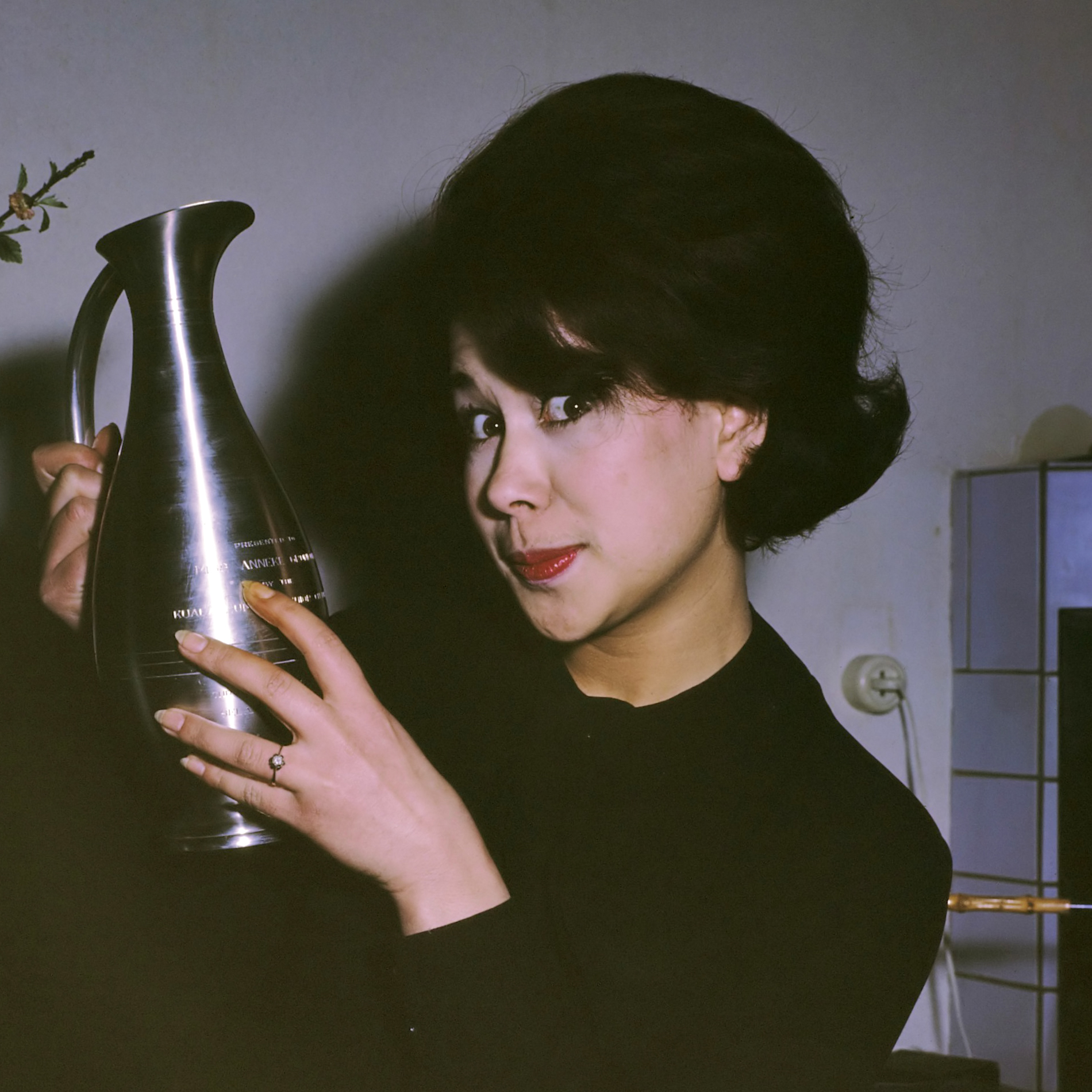
Anneke Grönloh, intérprete de la canción.

«Jij bent mijn leven» —[jɛi̯ bɛnt mən leː.və(n)]; en español: «Eres mi vida»; también titulada «Ik weet dat je liegt» («Sé que estás mintiendo»)— es una canción compuesta por Ted Powder e interpretada en neerlandés por Anneke Grönloh. Se lanzó como sencillo el 2 de marzo de 1964 mediante Philips. Fue elegida para representar a los Países Bajos en el Festival de la Canción de Eurovisión de 1964 tras ganar la final nacional neerlandesaa, Nationaal Songfestival, en 1964.

## Festival de Eurovisión

### Nationaal Songfestival 1964
Esta canción participó en la final nacional para elegir al representante neerlandés del Festival de la Canción de Eurovisión de 1964, celebrada el 24 de febrero de ese año. Las tres canciones participantes y la artista que las interpretaría (Anneke Grönloh) fueron elegidas internamente por Nederlandse Omroep Stichting. Once jurados de distintas provincias neerlandesas se encargaron de la votación. Finalmente, la canción «Jij bent mijn leven» se declaró ganadora con 159 puntos.

### Festival de la Canción de Eurovisión 1964
Esta canción fue la representación neerlandesa en el Festival de Eurovisión 1964. La orquesta fue dirigida por Dolf van der Linden.
La canción fue interpretada 2ª en la noche del 21 de marzo de 1964 por Anneke Grönloh, precedida por Luxemburgo con Hugues Aufray interpretando «Dès que le printemps revient» y seguida por Noruega con Arne Bendiksen interpretando «Spiral». Al final de las votaciones, la canción había recibido 2 puntos, y quedó en décimo puesto de un total de 16 empatando con Bélgica.
Esta canción tiene la distinción de haber sido la primera en ser interpretada por un artista no Europeo en la historia del festival, ya que Grönloh tenía ascendencia indonesia.
Fue sucedida como representación neerlandesa en el Festival de 1965 por Conny Vandenbos con «'t is genoeg».

## Letra
La letra de la canción está escrita desde la perspectiva de una mujer cuyo amante ha sido infiel. Ella le dice que es consciente de que «me estás mintiendo y que me estás engañando», pero decide ignorarlo «porque eres mi vida». Al parecer, esta situación ha sido común en su relación.

## Formatos
| Disco de vinilo 7" |                       |                   |                |          |  |
| N.º                | Título                | Letras            | Música         | Duración |  |
| 1.                 | «Jij bent mijn leven» | René de Vos       | Ted Powder     |          |  |
| 2.                 | «Weer zingt de wind»  | Gerrit den Braber | Joop Portengen |          |  |

## Créditos
- Anneke Grönloh: voz
- Ted Powder: composición
- René de Vos: letra
- Ger van Leeuwen: instrumentación
- Philips Records: compañía discográfica

Fuente:

## Historial de lanzamiento
| Región       | Fecha | Formato            | Discográfica    | Ref.  |
| ------------ | ----- | ------------------ | --------------- | ----- |
| Países Bajos | 1964  | Disco de vinilo 7" | Philips Records | [ 2 ] |
| Países Bajos | 1964  | Disco de vinilo 7" | Philips Records | [ 1 ] |